# Cir el Jove
Cir el Jove (?, 424 aC -?, 401 aC) fou un príncep persa del segle iv aC, fill de Darios II i de la germanastra d'aquest, Parisatida (Parisatide). Exercí de sàtrapa de Frígia Major, Lídia i Capadòcia. Germà d'Artaxerxes II, en el 401 aC es rebel·là contra ell, i Tamos de Memfis es posà al seu servei com a almirall. En la decisiva batalla de Cunaxa, morí per una fletxa. En el seu exèrcit, que finalment resultà derrotat, hi havia uns deu mil mercenaris grecs, la història dels quals és relatada en l'Anàbasi de Xenofont.